# Ziegelhütte bei Lehsten
Ziegelhütte ist ein Gemeindeteil der Stadt Bad Weißenstadt im oberfränkischen Landkreis Wunsiedel im Fichtelgebirge in Bayern.
Der Weiler Ziegelhütte liegt vor Lehsten an einer Abzweigung der Kreisstraße WUN 1 zwischen Bad Weißenstadt und Kleinschloppen am Hang des Lehstenbergs am Lehstenbach.
Der Gemeindeteil hat heute nur noch 7 Einwohner. Die Lehstenbachmühle gab bis 1970 dem Ort den Namen.
Ziegelhütte gehört zur evangelisch-lutherischen Kirchengemeinde Weißenstadt. Die Verkehrsgemeinschaft Fichtelgebirge stellt den öffentlichen Personennahverkehr sicher.